# Sellado de tiempo
El sellado de tiempo o timestamping es un mecanismo en línea que permite demostrar que una serie de datos han existido y no han sido alterados desde un instante específico en el tiempo. Este protocolo se describe en el RFC 3161 y está en el registro de estándares de Internet.
Una autoridad de sellado de tiempo actúa como tercera parte de confianza testificando la existencia de dichos datos electrónicos en una fecha y hora concretos. 

## Pasos para generar un sello de tiempo
- Un usuario quiere obtener un sello de tiempo para un documento electrónico que él posee.
- Un resumen digital (técnicamente un hash) se genera para el documento en el ordenador del usuario.
- Este resumen forma la solicitud que se envía a la autoridad de sellado de tiempo (TSA).
- La TSA genera un sello de tiempo con esta huella, la fecha y hora obtenida de una fuente fiable y la firma electrónica de la TSA.
- El sello de tiempo se envía de vuelta al usuario.
- La TSA mantiene un registro de los sellos emitidos para su futura verificación.

## Dónde se aplica
- Factura electrónica.
- Protección de la propiedad intelectual.
- Registro electrónico / libros financieros / apuestas / pedidos
- Trazas (logging) seguras.
- Transacciones seguras en comercio electrónico.
- Voto electrónico.
- Visado electrónico.
- Transparencia en Gobierno
- Otras muchas áreas...

## Empleo del sellado de tiempo en la firma electrónica
Las normas europeas TS 101 733 y TS 101 903 establecen dos modalidades de firma que incluyen sellado de tiempo. La variante ES-T añade el sellado a una firma básica (BES) y la variante ES-C añade, además del sellado de tiempo, información sobre la ruta en la que se puede verificar la validez del certificado obtenido de una consulta OCSP o una lista de revocación de certificados. Además estas normas prevén la modalidad ES-XL que incluye información sobre el estado de revocación del certificado. De esta forma se obtiene una firma completa que libera al receptor de la firma del problema de deducir de la firma o del certificado la forma de comprobar la validez del certificado que puede variar de PSC en PSC.